# Govern de Vichy
El Govern de Vichy, la França de Vichy o el Règim de Vichy, denominat oficialment Estat francès, fou el govern de França des de juliol de 1940 fins a l'agost de 1944, és a dir, durant la Segona Guerra Mundial des de l'ocupació del país pels alemanys fins a la intervenció dels Aliats mitjançant els desembarcaments de Normandia i Provença.

## Introducció
El 10 de juliol de 1940, el mariscal Pétain, heroi de la Primera Guerra Mundial com a vencedor de la batalla de Verdun, darrer primer ministre de la Tercera República Francesa, va dissoldre el parlament i va instaurar un règim dictatorial aliat del Tercer Reich, amb el qual es proposava regenerar França mitjançant una "revolució nacional", del tot oposada als valors republicans i hereva dels ideals contrarevolucionaris dels sectors contraris als ideals de la Revolució de 1789, reflectits pels valors republicans. Per això, Charles Maurras, dirigent d'Action Française, partit monàrquic d'extrema dreta, va saludar el nou règim de Vichy qualificant-lo de "sorpresa divina".
El règim de Vichy va establir-se després que França s'hagués rendit a Alemanya el 22 de juny de 1940; rep aquest nom perquè, entre 1940 i 1944, la seu del govern francès fou la ciutat de Vichy. Oficialment, però, París continuava sent la capital de França, a la qual Pétain sempre va aspirar a traslladar-hi el govern quan això fos possible. A partir de l'Armistici de Compiègne, França es declarà neutral, ara bé, el govern de Vichy va col·laborar amb el III Reich fins a l'extrem de la participació de la policia francesa en la captura de jueus i d'altres persones considerades "indesitjables" pels nazis; així, el govern de Vichy deportà més de 70.000 jueus a camps de concentració en diferents països d'Europa i va enviar 650.000 treballadors (entre voluntaris i forçats) a Alemanya com a ajuda a l'esforç de guerra del III Reich. També va fer instal·lar camps de concentració per a dissidents polítics i estrangers sospitosos com ara el de Le Vernet d'Arieja, el de Ribesaltes i a Algèria, llavors sota domini francès, per exemple a Djelfa.
Malgrat la divisió, establerta en l'Armistici, de França en una "zona lliure" i una "zona ocupada", separades per una línia de demarcació que actuava com una frontera, el govern de Vichy tenia jurisdicció sobre tot el país, excepte sobre les regions d'Alsàcia i Lorena posades sota administració alemanya. Així, funcionaris de Bordeus, com ara Maurice Papon, o de Nantes depenien dels ministeris de Vichy; com també foren les autoritats de Vichy les que nomenaren René Bousquet cap de la policia francesa, el qual, a París, juntament amb el seu segon Jean Leguay, va coordinar la seva acció amb la dels nazis.
L'11 de novembre de 1942, després del desembarcament dels Aliats a les colònies franceses del Magrib, els alemanys van iniciar l'Operació Case Anton amb la qual van apoderar-se del territori que, segons l'armistici de 1940, era "zona lliure"; malgrat tot, però, fins a l'arribada dels Aliats (juny de 1944), va mantenir-se l'autoritat administrativa de Vichy, facilitada ara per la desaparició de la línia de demarcació entre les dues zones.
La legitimitat del règim de Vichy i l'autoritat del mariscal Pétain foren qüestionades pel general Charles de Gaulle, qui, exiliat al Regne Unit, va proclamar-se encarnació de la legitimitat i continuïtat de França. El juny de 1944, després de l'ocupació de França pels Aliats que seguí al desembarcament de Normandia, de Gaulle proclamà la instauració d'un Govern Provisional de la República Francesa, el qual, el 31 d'agost, va instal·lar-se a París i, el 23 d'octubre de 1944, fou reconegut com a legítim govern de França pels Aliats. Per altra banda, sobretot des de la fi de 1942, quan els aliats desembarcaren al Magrib i els alemanys s'apoderaren de la zona lliure, el govern de Vichy va haver d'enfrontar-se a les accions armades de la Resistència.
Després de l'alliberament de França, els dirigents i col·laboradors de Vichy fugiren a Alemanya, i establiren un govern a l'exili a Sigmaringen que, sota la direcció de Pétain, actuà fins a l'abril de 1945.

## La instauració del Govern de Vichy

### La Caiguda de França
El 3 de setembre de 1939, arran de la invasió de Polònia pel Tercer Reich, França va declarar la Guerra a Alemanya. Després de vuit mesos de Guerra de Broma al Front Occidental, el 10 de maig de 1940, els alemanys començaren l'ofensiva contra França; al cap de poc dies, els francesos es veieren clarament desbordats per les forces alemanyes; davant de la desfeta, el primer ministre Paul Reynaud volia traslladar el govern al Nord d'Àfrica per continuar la guerra amb la marina i les forces colonials; ara bé, el vice-primer ministre mariscal Pétain i el comandant en cap de les forces armades, general Maxime Weygand, insistiren que el govern s'havia de quedar a la França europea compartint la dissort del seu poble, la qual cosa duia, òbviament, a aturar la guerra.
Mentre es duia a terme aquest debat, per tal d'evitar caure en mans dels alemanys, el govern francès va haver d'abandonar París fins a acabar establint-se a Bordeus. En una situació de desori general amb refugiats fugint caòticament per les carreteres, els partidaris de l'armistici s'imposaren dins del govern. Així, el Consell de Ministres acceptà iniciar negociacions de pau amb Alemanya, amb el benentès, és clar, que si tractaven d'imposar-los unes condicions massa dures, França continuaria la guerra; per això, al general Huntziger, cap de la delegació francesa de l'armistici, se li van donar instruccions de trencar les converses si els alemanys exigien l'ocupació de tota la França europea o la cessió de la flota francesa o de qualsevol territori d'ultramar, però, al final, no fou aquest el cas.

### L'Armistici
El Primer Ministre Paul Reynaud va dimitir i, seguint el seu consell, el 16 de juny, el President de la República Albert Lebrun va nomenar el mariscal Pétain per substituir-lo. L'Armistici amb Alemanya es va signar el 22 de juny i, a més, també es va signar un tractat amb Itàlia, que havia entrat en la guerra contra França el 10 de juny, quan la batalla ja estava decidida.
Hitler va acceptar l'armistici per tal d'evitar que França continués la guerra des del Nord d'Àfrica i per tal d'assegurar-se que la flota francesa sortia de la guerra; a més, reconeixent l'existència d'un govern francès, s'estalviava el cost d'haver d'administrar França; a més, volia dirigir la seva actuació contra el Regne Unit, on també s'esperava una victòria ràpida.
L'Armistici dividia França en dos territoris:
- zona ocupada: el nord i l'oest de França, incloent-hi tota la costa atlàntica, amb presència de l'exèrcit alemany
- zona lliure: els altres dos cinquens del territori on, fins a l'11 de novembre de 1942, no va haver-hi tropes alemanyes

Tant l'una zona com l'altra estava sota l'autoritat del govern del mariscal Pétain, establert a Vichy.
En la seva gran majoria, els 1.600.000 de presoners de guerra francesos enviats a Alemanya vers la fi de l'any 1940 continuarien en captivitat durant tota l'ocupació nazi. A més, França havia de pagar el manteniment de les forces alemanyes d'ocupació, valorats en uns vint milions de marcs al dia, una xifra força superior al cost real. A més, el govern francès havia d'evitar la fugida de francesos cap a l'exili.
A la zona lliure, es va permetre l'existència d'un exèrcit francès, dit l'Armée de l'Armistice (Exèrcit de l'Armistici) com també hi continuaria havent tropes franceses a les colònies; en qualsevol cas, l'exèrcit francès sempre havia de sotmetre's a la direcció alemanya. A més, l'exèrcit francès sempre havia d'estar format per voluntaris; ara bé, Vichy sempre es va trobar amb el problema de no disposar de prou voluntaris, per això, sempre va demanar als alemanys poder recórrer a la lleva forçosa. Finalment, a la França europea, l'exèrcit no podia posseir ni tancs ni d'altres vehicles armats; a les forces colonials sí que se'ls va permetre disposar de vehicles armats, els quals, però, sempre resultaven ser antigalles de l'època de la Primera Guerra Mundial.
L'Exèrcit de l'Armistici no va dedicar-se a lluitar contra la Resistència sinó que aquesta tasca va correspondre a la Milice Française (Milícia Francesa), la qual, a diferència de l'Exèrcit, no fou dissolta després de l'ocupació alemanya de l'antiga zona lliure.
L'Armistici també establia l'obligació de França de lliurar a les autoritats alemanyes qualsevol persona reclamada per Alemanya que es trobés dins de França. Aquesta clàusula fou considerada "deshonorable", ja que exigia a França extradir gent que hi havia entrat fugint d'Alemanya; els intents de renegociar aquesta clàusula amb Alemanya no van donar resultat, i els francesos van decidir acceptar l'armistici tot i desitjar millorar aquesta clàusula en ulteriors negociacions amb Alemanya.

### Mers-el-Kebir
Les relacions entre el Regne Unit i Vichy resultaren especialment difícils, ja que França, demanant una pau per separat a Alemanya, havia violat els termes de l'aliança formada el 1939 amb la Gran Bretanya.
Després del fracàs de les gestions de Winston Churchill per evitar la rendició de França, els britànics van demanar a França que destruís la seva pròpia flota per tal d'evitar que se n'apoderés Alemanya o bé que la dugués a un port neutral o bé que continués la guerra contra Alemanya. Com que els francesos no van acceptar cap d'aquestes opcions, el 5 de juliol de 1940, els britànics van enfonsar la flota francesa ancorada al port de Mers-el-Kebir (Algèria), per la qual cosa, França va trencar relacions amb el Regne Unit.
Els fets de Mers-el-Kebir van dur a molts francesos a donar suport a Vichy en contra dels partidaris de la França Lliure establerts a la Gran Bretanya.

## El règim dictatorial

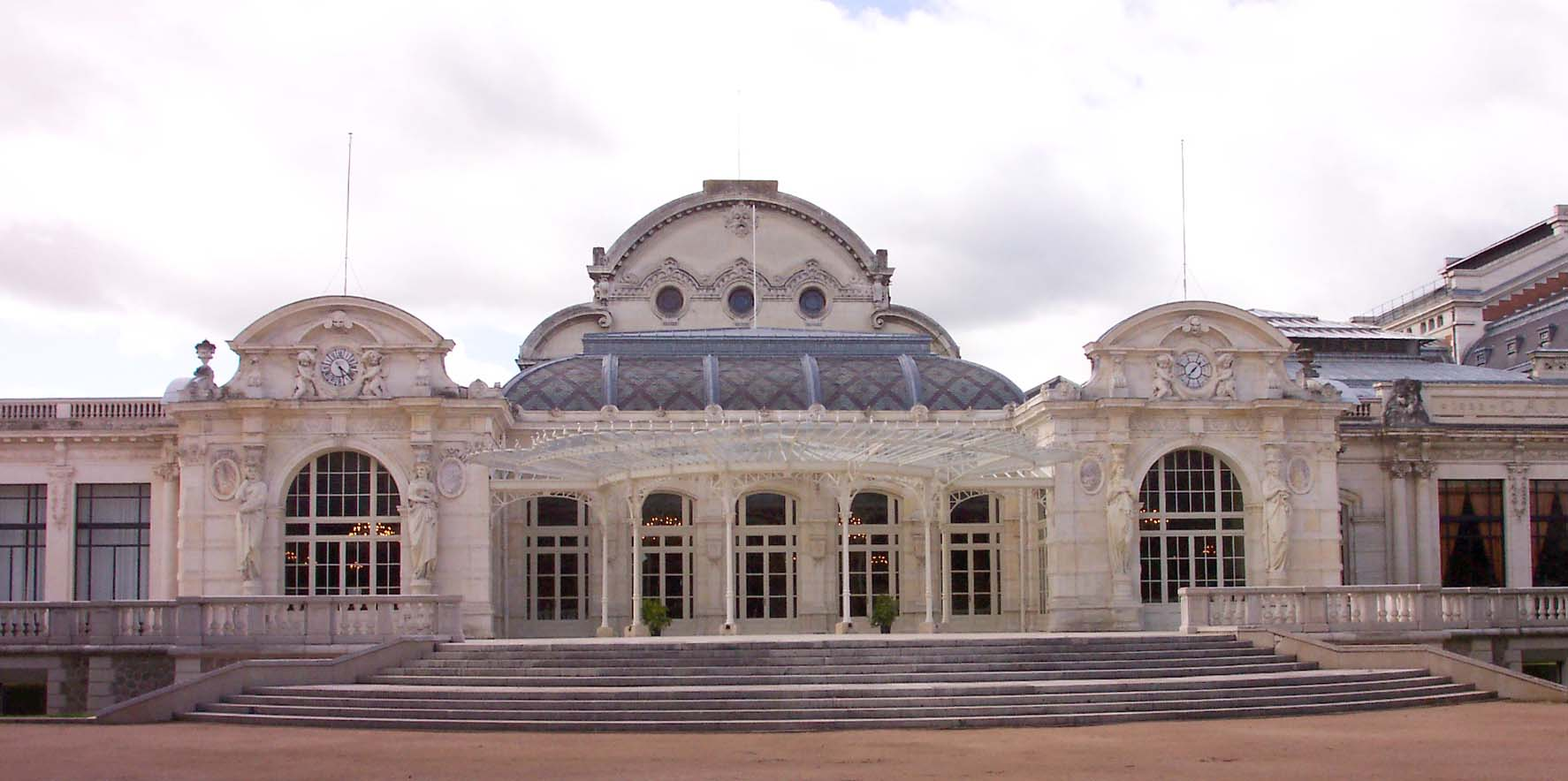
El Grand Casino de Vichy, on es va reunir l'Assemblea Nacional Francesa.

L'1 de juliol de 1940, el govern i el parlament francesos es reuniren a Vichy. Pierre Laval i Raphaël Alibert van començar a convèncer els diputats i senadors de votar la concessió de plens poders al mariscal Pétain; Laval i Alibert van intentar influir en la voluntat dels parlamentaris ja fos prometent-los càrrecs ministerials o bé amb l'amenaça i la intimidació; per altra banda, figures carismàtiques que se'ls haurien pogut oposar com ara Georges Mandel, Edouard Daladier, etc., havien fugit cap al Nord d'Àfrica a bord del vaixell Massilia. El 10 de juliol, per 569 vots a 80, el Parlament va votar els plens poders a Pétain a qui, a més, s'autoritzava a establir una nova constitució. Després de l'alliberament de 1944, aquesta votació es va considerar il·legal, i en això es basa la consideració de Vichy com un règim il·legítim.
Els acords constitucionals de l'11 i el 12 de juliol de 1940 concentraren en Pétain, a qui es concedia el títol de chef de l'Etat français (cap de l'Estat francès) l'atribució dels poders legislatiu, executiu i judicial, trencant així amb el principi de separació de poders propi de la democràcia parlamentària. A més, Pétain tenia el dret de designar el seu successor, prerrogativa que exercí el 12 de juliol nomenant vicepresident Pierre Laval, com també va nomenar Fernand de Brinon representant davant de l'Alt Comandament Alemany establert a París. Paul Reynaud, que no havia dimitit oficialment com a primer ministre, fou arrestat el setembre de 1940 pel govern de Vichy i condemnat a cadena perpètua el 1941 al Judici de Riom.
D'acord amb el caràcter contrarevolucionari i antirepublicà del nou règim, el lema Llibertat, igualtat, fraternitat fou abolit i substituït pel de Treball, Família i Pàtria. A més, les llibertats públiques i les garanties constitucionals foren immediatament suprimides; per això, s'establí el delicte d'opinió; els càrrecs públics deixaren de ser elegits per passar a ser designats, i els ajuntaments i els consells generals dels departaments quedaren sota l'autoritat dels prefectes. El gener de 1941, Pétain feu nomenar un Consell Nacional, format per notables de les diferents províncies.
Molts dels dirigents de Vichy, com ara Pétain mateix, eren uns contrarevolucionaris segons els quals la desfeta que França havia acabat de patir era una mena de càstig diví pel seu caràcter republicà i per les accions dels seus governs d'esquerra, en especial les del Front Popular, dirigit per Léon Blum entre 1936 i 1938. Molts dels simpatitzants de Vichy compartien la idea de Charles Maurras que un sistema autoritari catòlic, com el de Franco a Espanya, era millor que un sistema republicà.
D'altres, com ara Joseph Darnand, eren antisemites i simpatitzaven obertament amb el nazisme; molts d'ells s'allistaren a la Légion des Volontaires Français contre le Bolchévisme la qual, igual com la División Azul espanyola, marxà al Front Oriental a lluitar amb el III Reich contra la Unió Soviètica; posteriorment, la Légion esdevingué la Divisió Charlemagne.
També va haver-hi tecnòcrates com ara Jean Bichelonne, bastants dels quals continuaren als seus llocs després d'acabada la guerra o bé aviat recuperaren els seus llocs; moltes de les seves reformes foren mantingudes pels governs de la Quarta República Francesa; així, algunes de les mesures de l'Estat del Benestar de la postguerra, basades en l'intervencionisme de l'Estat, tenen origen en Vichy, tal com fou el cas de la Fundació Francesa per a l'Estudi dels Problemes Humans, creada per Alexis Carrel, un prestigiós metge que donava suport a l'eugenèsia, fou reconvertida després de la guerra en l'Institut Nacional d'Estudis Demogràfics (INED), existent encara avui dia. Per altra banda, el col·laboracionista René Bousquet va crear el Groupe mobile de réserve (GMR) un cos policial concebut per lluitar contra el Maquis, el qual, després de 1944, va passar a dir-se Compagnies Républicaines de Sécurité (CRS) i és l'actual secció anti-avalots de la policia francesa.

## La col·laboració de Vichy amb el III Reich

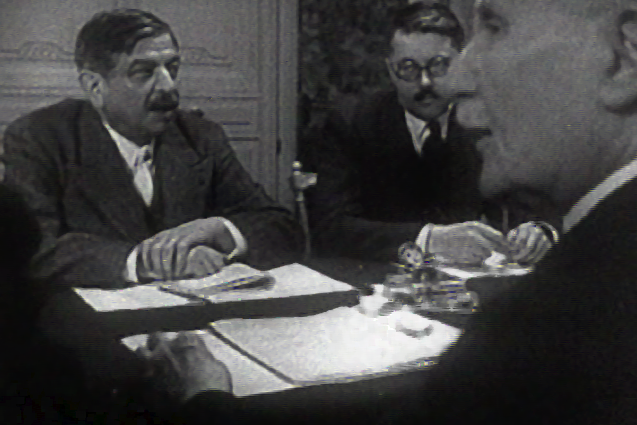
Pierre Laval retratat al documental de Frank Capra Divideix i Conquereix (1943)

El 24 d'octubre de 1940, Pétain i Hitler s'entrevistaren a Montoire (Loir-et-Cher) i acordaren la cooperació entre els seus dos països. La fotografia d'aquesta trobada, on surten els dos mandataris donant-se la mà, fou àmpliament usada per la propaganda nazi; gairebé una setmana més tard, el 30 d'octubre, Pétain va manifestar públicament per la ràdio:
 "J'entre aujourd'hui dans la voie de la collaboration..." 
 Posteriorment, el 22 de juny de 1942, Pierre Laval, l'organitzador de l'entrevista de Montoire i un ferm partidari de la col·laboració, va declarar que esperava i desitjava la victòria alemanya.

## Política interior

### Camps de concentració
Tan aviat com fou establert, el govern de Pétain va prendre mesures contra els denominats "indesitjables": jueus, immigrants, a qui es donava el nom de metecs, francmaçons, gitanos, comunistes. Aquesta política semblava inspirada per la idea de Charles Maurras de l'"Anti-França", formada pels "estrangers interns": protestants, jueus, francmaçons i estrangers, però també gitanos, homosexuals i, d'una manera general, tota persona amb idees d'esquerra. El règim de Vichy va imitar les polítiques racials del III Reich com també va fomentar la natalitat per reviure la "raça francesa". Un decret d'octubre de 1940 va autoritzar l'internament de jueus només amb una ordre prefectoral, i les primeres persecucions van tenir lloc el maig de 1941.
L'agost de 1940, el govern va declarar abolida la llei contra l'antisemitisme als mitjans de comunicació (la Llei Marchandeau) mentre que pel decret núm. 1775 del 5 de setembre de 1943 es va retirar la nacionalitat francesa a molts jueus procedents de l'Europa de l'Est, com també es va promulgar un Estatut dels Jueus obligant-los a dur un distintiu groc i excloent-los de l'accés al funcionariat.

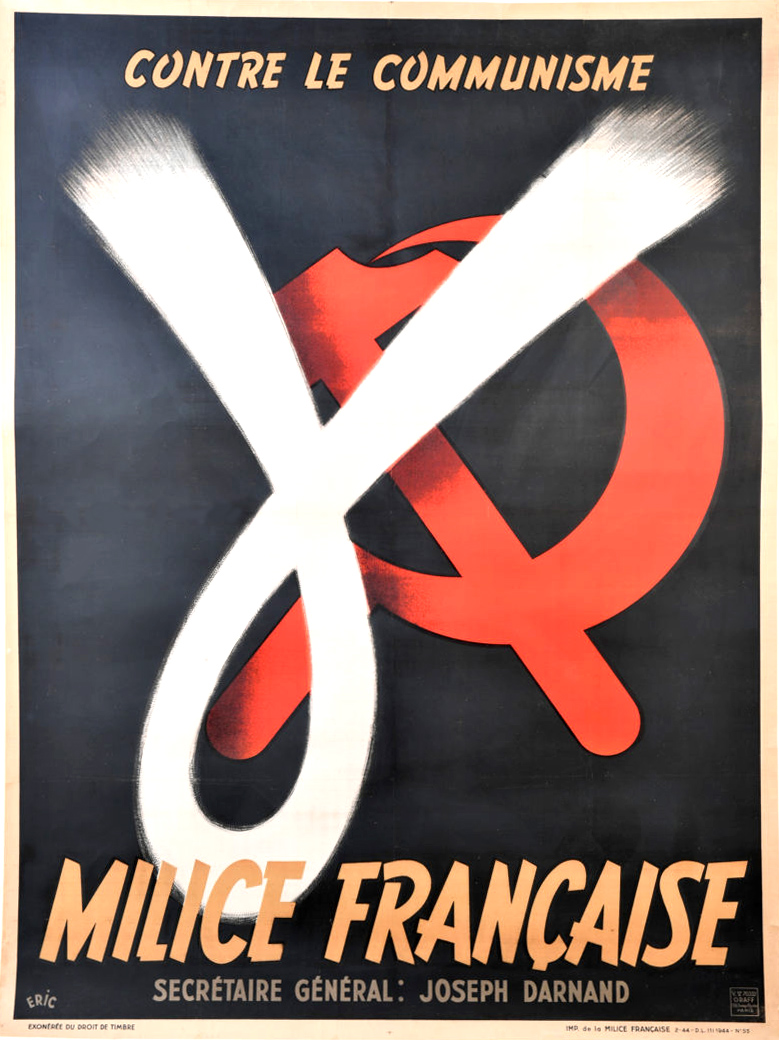
Un cartell de propaganda de la Milice Française.

Durant la Primera Guerra Mundial, França havia usat camps de concentració per tancar-hi presoners enemics; després de la derrota dels republicans espanyols a la batalla de l'Ebre i de l'ocupació de Catalunya per les tropes franquistes, molts dels que fugiren d'Espanya acabaren tancats en camps de concentració; finalment, quan, a conseqüència de la signatura del Pacte Molotov-Ribbentrop (23 d'agost de 1939), el govern d'Edouard Daladier va il·legalitzar el Partit Comunista Francès, molts comunistes van acabar internats als camps, com ara el camp de concentració de Drancy, construït el 1939 per a aquest propòsit; sota el règim del mariscal Pétain, el camp de concentració de Drancy, sota control de la policia francesa fins que el 3 de juliol de 1943, n'assumiren la direcció els nazis (Alois Brunner va ser-ne responsable fins a l'agost de 1944), va esdevenir una etapa en el camí de molts deportats cap als camps d'extermini del III Reich; aquesta funció també va complir-la el camp de concentració construït a Ribesaltes (Rosselló), dit el "Drancy de la zona lliure". El règim de Vichy va usar els camps de concentració per recloure-hi tots els que considerava "indesitjables".
Per la seva banda, els nazis també obriren camps de detenció a França, i a Alsàcia, annexionada al Tercer Reich, hi establiren el camp de Natzweiler, dotat d'una cambra de gas usada per exterminar uns vuitanta-sis interns, molts d'ells jueus; s'usà el gas com a mitjà d'extermini, perquè, d'aquesta manera, no es destruïa l'esquelet de les víctimes, i així els esquelets podien ser estudiats pel professor nazi August Hirt.

### Eugenèsia
El 1941, el doctor Alexis Carrel, Premi Nobel de Medicina el 1912, un pioner en la defensa de l'eugenèsia i de l'eutanàsia, militant del Partit Popular Francès de Jacques Doriot, va usar els seus contactes dins del govern, en especial la seva relació amb André Gros i Jacques Ménétrier, per aconseguir la creació de la Fondation Française pour l'Etude des Problèmes Humains, encarregada d'estudiar mesures per protegir, millorar i desenvolupar la població francesa.
La Fundació dirigida per Carrel va aconseguir que el 16 de desembre de 1942 el govern aprovés la institució del certificat prenupcial, requisit necessari per al casament que havia de garantir, després d'un examen biològic, la bona salut dels esposos sobretot pel que fa a les malalties de transmissió sexual i a la "higiene vital". L'institut de Carrel també va concebre la idea d'establir un "livret scolaire", on hi constaria el currículum estudiantil de cada alumne, cosa que duria a la seva posterior classificació social. Per altra banda, la Fundació va iniciar els estudis en demografia (Robert Gessain, Paul Vincent, Jean Bourgeois), nutrició (Jean Sutter), habitatge (Jean Merlet) com també les primeres enquestes (Jean Stoetzel).
Alexis Carrel, autor del llibre L'Homme, cet inconnu, un èxit de vendes el 1935, havia defensat l'ús de cambres de gas per alliberar la humanitat dels seus "elements inferiors", identificant-se, doncs, amb el discurs del racisme científic fundat per Joseph-Arthur Gobineau. En el pròleg de l'edició alemanya de 1936 del seu llibre, Alexis Carrel va afegir-hi una reivindicació de la política nazi d'eugenèsia que deia així:
 El govern alemany ha pres enèrgiques mesures contra la propagació dels degenerats, els malalts mentals i els criminals. La solució ideal seria la supressió de cadascun d'aquests individus tan aviat com se n'ha mostrat la perillositat.
Alexis Carrel també va participar en un congrés a Pontigny organitzat per Jean Coutrot. Estudiosos com ara Lucien Bonnafé, Patrick Tort i Max Lafont han acusat Carrel de l'execució de milers de malalts mentals durant el règim de Vichy.

### L'Estatut dels Jueus

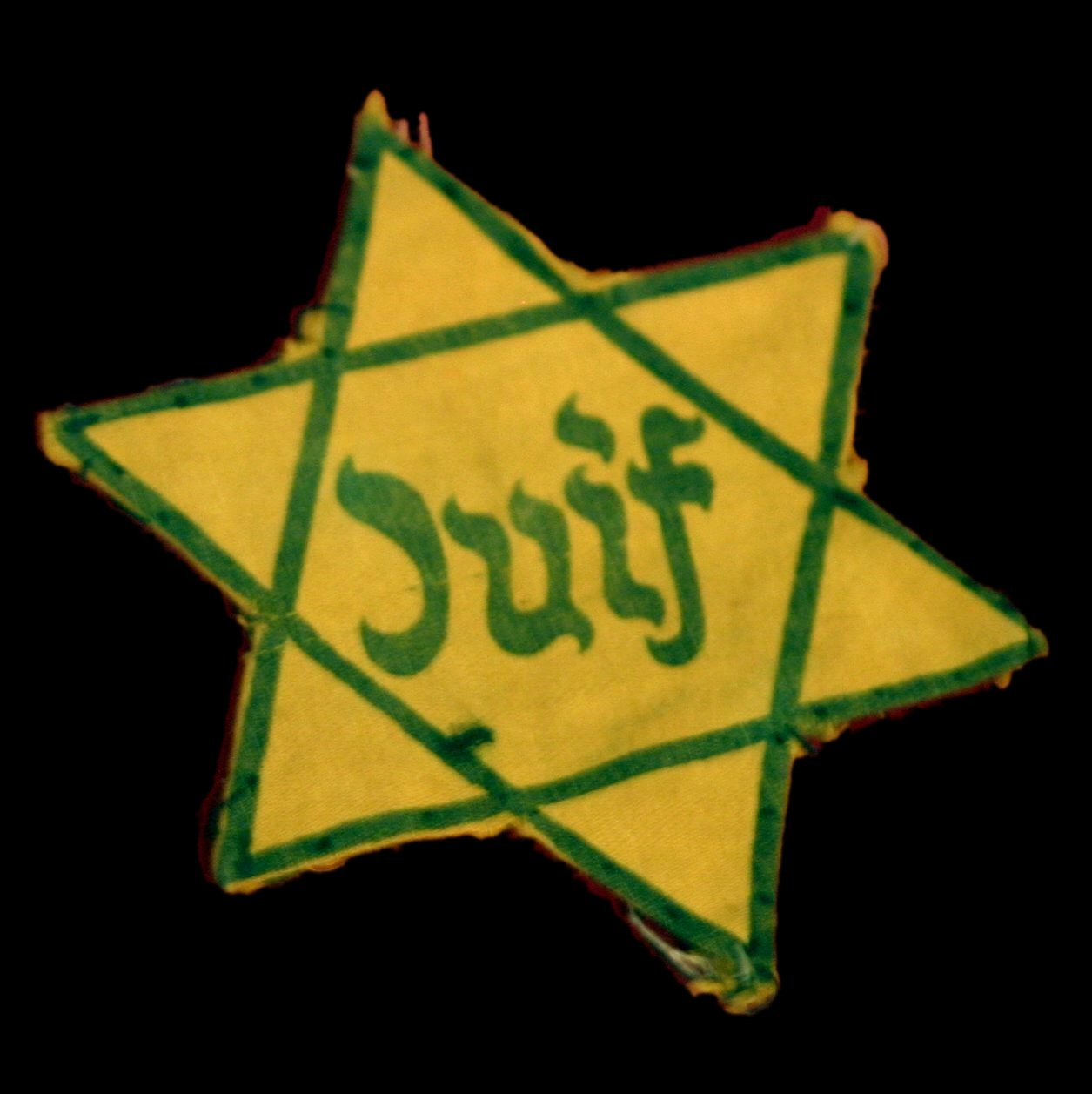
Model de distintiu jueu usat a França

A la zona ocupada, una ordenança nazi del 21 de setembre de 1940 va obligar els jueus a declarar la seva condició a les comissaries de policia i a les sotsprefectures. Sota la responsabilitat d'André Tulard, cap del Servei d'Estrangers i d'Afers Jueus a la Prefectura de Policia de París, va crear-se un registre de jueus, idèntic al registre de militants del PCF que ell mateix havia creat sota la Tercera República; el registre de jueus se subdividia entre jueus francesos i jueus estrangers. El fitxer del registre de jueus fou lliurat a Theodor Dannecker, cap de la Gestapo a França, qui actuava sota les ordres d'Adolf Eichmann. La Gestapo va usar el registre de jueus per perseguir-los a França, tal com va fer l'agost de 1941 a l'XIe arrondissement de París, cosa que va dur a l'internament de 4.200 jueus (3.200 d'estrangers i 1.000 de francesos) a Drancy i a altres camps. A més, la policia francesa feia constar la condició de jueu en els carnets d'identitat.
El 3 d'octubre de 1940, el govern francès va promulgar el primer Estatut dels Jueus, els quals esdevenien ciutadans de segona, víctimes d'un procés de segregació racial. André Tulard va participar en la distribució dels distintius grocs que, segons l'Estatut, els jueus eren obligats a dur. A partir d'aleshores, els jueus foren exclosos del funcionariat, de l'exèrcit, dels espectacles i de certes professions com ara mestres, advocats o metges. El 29 de març de 1941, va crear-se el (CGQJ, Commissariat Général aux Questions Juives), que fou dirigit per Xavier Vallat, fins maig de 1942, i per Louis Darquier de Pellepoix fins al febrer de 1944; també es va fundar la Union Générale des Israélites de France seguint el model de l'Associació de Jueus del Reich.
La policia francesa també va confiscar els telèfons i aparells de ràdio de les cases dels jueus, així com, a partir de febrer de 1942, va establir un toc de queda per als jueus, com també va vigilar que els jueus complissin la prohibició de no anar a places públiques i de no viatjar al darrer vagó del metro de París.
Entre altres oficials de la policia francesa, André Tulard va estar present el dia de la inauguració del camp de concentració de Drancy el 1941, usat com a lloc d'internament de tots els detinguts a França; tots els jueus i d'altres "indesitjables" va passar per Drancy -o per Ribesaltes- abans de fer cap a Auschwitz i a altres camps d'extermini nazi.

### Les persecucions de jueus
Durant els dies 16 i 17 de juliol, la policia francesa, dirigida per René Bousquet i pel seu lloctinent a París Jean Leguay, organitzà, juntament amb responsables de la SNCF, la Batuda del Velòdrom d'Hivern, en la qual, la policia va capturar 12.884 jueus -4.051 criatures (Pierre Laval ordenà la deportació també de les criatures en contra de les ordres explícites dels nazis), 5.082 dones i 3.031 homes-, als quals va recloure, en condicions inhumanes de manca d'higiene, al Velòdrom d'Hivern de París, des d'on van ser enviats cap al camp de concentració de Drancy, dirigit pel nazi Alois Brunner. Per si sola, la Batuda del Velòdrom d'Hivern va representar una quarta part dels 42.000 jueus francesos enviats a Auschwitz el 1942, dels quals només en sobrevisqueren 811. Aquesta acció s'explica més per la iniciativa de la policia francesa mateixa que no pas per la imposició de la Gestapo, tal com oficialment va admetre-ho el President de la República francesa Jacques Chirac el 16 de juliol de 1995. Segons els historiadors Jean-Luc Einaudi i Maurice Rajsfus, entre la policia francesa, l'actitud de resistència contra els nazis només va començar al final de la primavera de 1944.
Poc després dels fets del Velòdrom d'Hivern, la policia francesa, dirigida per Bousquet, va capturar 7.000 jueus a les regions meridionals durant l'agost de 1942, 2.500 dels quals van ser enviats al Camp des Milles a prop d'Ais de Provença abans d'anar a raure a Drancy. Més endavant, durant els dies 22, 23 i 24 de gener de 1943, amb la col·laboració de les forces policials de René Bousquet, els nazis organitzaren una batuda a Marsella, de resultes de la qual, després que la policia francesa hagués revisat els carnets d'identitat de 40.000 persones, 2.000 marsellesos van ser enviats en tren cap als camps d'extermini; dins d'aquesta operació, es va expulsar un veïnat sencer (30.000 persones) del Port Vell abans de decidir destruir-lo. Per dur a terme la Batuda de Marsella, el SS Karl Oberg, cap de la policia alemanya a França, va desplaçar-se des de París per transmetre a Bousquet les ordres rebudes de Himmler mateix.
El 1940, hi havia uns 300.000 jueus a la França europea, la meitat d'ells tenien la ciutadania francesa. Uns 200.000 jueus -i la gran majoria dels jueus estrangers- vivien a París i rodalia. D'entre els 150.000 jueus francesos, uns 30.000 eren originaris de l'Europa central i havien obtingut la ciutadania francesa després de 1930. En total, França va col·laborar en la deportació de 76.000 jueus cap als camps d'extermini, dels quals només en sobrevisqueren 2.500; comptant, a més, els jueus morts en camps de concentració de França, s'arriba a un total de 90.000 jueus morts, gairebé una quarta part del total de la població jueva d'abans de la guerra. Certament, als Països Baixos els jueus morts foren el 75% del total, ara bé, a França la xifra hauria estat molt més baixa sense la col·laboració de Vichy, ja que els nazis no tenien prou personal per dedicar-lo a activitats policials.

## Els col·laboracionistes
Stanley Hoffmann el 1974, i, després d'ell, d'altres historiadors com ara Robert Paxton i Jean-Pierre Azéma han usat el terme "col·laboracionistes" per referir-se als francesos d'extrema dreta, simpatitzants, doncs, del nazisme i del feixisme, que, per raons ideològiques, desitjaren fer més intensa la col·laboració amb el Tercer Reich. Així, el terme "col·laboracionista" serviria per designar gent com ara Jacques Doriot, Robert Brasillach o Marcel Déat.
Abans de 1940, ja hi havia feixistes francesos, com ara la gent de l'organització La Cagoule, que havia contribuït a desestabilitzar la Tercera República, sobretot d'ençà de la formació del govern d'esquerra del Front Popular. Després de la derrota, alguns d'aquests feixistes serviren Vichy i col·laboraren activament amb els nazis en la persecució dels jueus, tal com va fer-ho el fundador de l'empresa de cosmètics L'Oréal, Eugène Schueller i el seu soci Jacques Corrèze. Ara bé, malgrat que els col·laboracionistes influïren en el règim, l'actitud ultracol·laboracionista no fou majoritària al govern abans de 1944.
Per tal de reforçar l'acció del règim, es van crear organitzacions paramilitars feixistes, d'entre les quals es pot destacar la "Légion Française des Combattants" (L.F.C.), que si bé, en un principi, només admetia antics combatents, aviat va obrir les portes als "Amis de la Légion" i a soldats de la Legió que mai no havien entrat en combat, però que simpatitzaven amb Vichy. Per això, l'organització va canviar-se de nom per passar a dir-se "Légion Française des Combattants et des volontaires de la Révolution Nationale". Llavors, Joseph Darnand va crear un "Service d'Ordre Légionnaire" (S.O.L.), format per francesos nazis, el qual fou aprovat per Pétain.

## Relacions amb els aliats
Les relacions diplomàtiques entre França i el Regne Unit van quedar trencades després dels fets de Mers-el-Kebir; ara bé, els Estats Units van reconèixer plenament el govern de Vichy i van nomenar l'almirall William D. Leahy ambaixador a França. El President Roosevelt i el Secretari d'Estat Cordell Hull confiaven poder influir en aquells elements de Vichy contraris a la col·laboració militar amb el Tercer Reich i així aconseguir que França no cedís a totes les peticions alemanyes, com ara poder establir bases aèries a Síria o transportar material de guerra a través de les colònies nord-africanes. La postura dels americans era aconseguir que les accions del govern francès no anessin mai més enllà dels termes de l'Armistici, i d'aquesta manera no perjudicar els esforços bèl·lics dels Aliats. Seguint aquesta línia, els americans no aprovaren pas la presa de Saint-Pierre i Miquelon per la França lliure el 24 de desembre de 1941 perquè al Secretari d'Estat Hull li semblava que això contradeia l'acord entre Washington i Vichy de mantenir l'statu quo pel que feia a les possessions franceses de l'hemisferi occidental.
La Unió Soviètica, aliada amb el Tercer Reich entre 1939 i 1941 en virtut del Pacte Molotov-Ribbentrop, va mantenir relacions diplomàtiques a alt nivell amb Vichy fins al 30 de juny de 1941, és a dir, fins a vuit dies després de l'inici de l'Operació Barbarroja amb què Hitler va atacar l'URSS, fet al qual Vichy va donar suport.
Canadà no va trencar les relacions diplomàtiques amb Vichy fins a principis de novembre de 1942 quan els alemanys ocuparen l'antiga zona lliure. Per la seva banda, Austràlia va reconèixer Vichy fins al final de la guerra, tot i haver establert relacions diplomàtiques amb la França lliure.

## Creació de les Forces Franceses Lliures
Per lluitar contra Vichy, el general Charles de Gaulle va crear les Forces Franceses Lliures després d'haver llençat la seva Crida del 18 de juny. En un principi, Winston Churchill no donava ple suport a de Gaulle i només va establir-hi relacions quan es va fer evident que Vichy no lluitaria contra Alemanya. Per altra banda, dins dels quarters generals de la França Lliure a Londres, hi havia un ambient enrarit a causa de gelosies i rivalitats personals entre els alts càrrecs militars francesos.
Els aliats no veieren clara en un principi la participació de forces de la França Lliure a la campanya de Síria, perquè això podia crear una situació de guerra civil a França; a més, es va considerar que les forces franceses de Síria estarien molt més disposades a lluitar contra els aliats si amb ells hi anaven els francesos lliures. Malgrat tot, de Gaulle va convèncer Churchill perquè l'hi deixés participar, tot i que de Gaulle fou obligat a prometre que al final de la guerra concediria la independència a Síria i al Líban.
Quan es van tractar d'iniciar els preparatius per dur a terme el desembarcament al Nord d'Àfrica, com que Roosevelt no sentia gaire simpatia per Charles de Gaulle, a qui considerava un aprenent de dictador, en un primer moment, fins al desembre de 1941, els americans intentaren guanyar-se el general Maxime Weygand, delegat de Vichy a l'Àfrica; després, veient que aquesta política no donava resultat, van intentar aproximar-se a Henri Giraud fins poc abans del desembarcament (8 de novembre de 1942); finalment, quan l'almirall Darlan, president del govern de Vichy des de febrer de 1941 fins abril de 1942, va passar-se als Aliats, llavors, els americans intentaren usar-lo contra de Gaulle; així, el 22 de novembre de 1942, el general americà Mark W. Clark, cap del comandament aliat, feu signar a Darlan un tractat pel qual l'Àfrica del Nord quedava a disposició dels americans i França esdevenia un país vassall. Entre 1941 i 1942, els americans consideraren seriosament la possibilitat d'arribar a posar França sota el protectorat d'un Govern Militar d'Ocupació Aliada, tal com s'acabà fent amb Alemanya. Després de l'assassinat de Darlan (24 de desembre de 1942), els americans recorregueren a Henri Giraud, a qui s'havien associat Maurice Couve de Murville, que havia tingut responsabilitats financeres a Vichy, i Lemaigre-Dubreuil, un empresari, antic membre de La Cagoule com també Alfred Pose, director general del Banque nationale pour le commerce et l'industrie.
L'administració Roosevelt era més aviat hostil a de Gaulle, especialment quan aquest va rebutjar cooperar en el desembarcament de Normandia (6 de juny de 1944); finalment, com que els dirigents de Vichy havien fugit a Alemanya després dels desembarcaments aliats, el 23 d'octubre de 1944 Gran Bretanya, els Estats Units i la Unió Soviètica reconegueren formalment el Govern Provisional de la República Francesa, dirigit per de Gaulle, com a legítim govern de França.

## L'Imperi Colonial

### Introducció
En un principi, la majoria de les autoritats colonials es mantingueren fidels a Vichy, tot i que, en alguns casos, n'hi hagué d'alineades amb la França Lliure des del primer moment. En general, la majoria de les colònies acabaren passant-se als Aliats pacíficament segons ho indiquessin el curs dels esdeveniments; així a les Antilles, Guadeloupe i Martinica com també la Guaiana Francesa no van unir-se a la França Lliure fins a 1943.

### Conflictes amb el Regne Unit a Dakar, Síria, i Madagascar
El 23 de setembre de 1940, els britànics van iniciar la batalla de Dakar dita també Operació Amenaça, una part de la Campanya de l'Àfrica Occidental. L'objectiu era prendre un lloc estratègic com ho era el port de Dakar a l'Àfrica Occidental Francesa per instal·lar-hi les forces de la França Lliure del general Charles de Gaulle. Dos dies després, la batalla s'acabà amb un fracàs dels Aliats, ja que Dakar continuà en mans de Vichy.
Usant com a bases les possessions franceses a Síria, la Luftwaffe i la Regia Aeronautica (la força aèria italiana) havien intervingut a l'Iraq contra els britànics que hi havia sotmès una revolta, la qual cosa va assenyalar Síria com una amenaça per als interessos britànics a l'Orient Mitjà; per això, el 8 de juny de 1941 les forces armades del Regne Unit i de la Commonwealth van envair Síria i el Líban, en la dita Campanya Síria-Líban o Operació Exportador. Damasc fou presa el 17 de juny i després de cinc setmanes d'operació caigué Beirut i es va arribar a l'Armistici de Sant Joan d'Acre el 14 de juliol de 1941.
Des del 5 de maig fins al 6 de novembre de 1942 va tenir lloc la batalla de Madagascar, ja que els britànics van témer que els japonesos usessin Madagascar com a base per tallar-los la comunicació amb l'oceà Índic. Els britànics van ocupar fàcilment l'illa; ara bé, després s'ha considerat que, per poder actuar a Madagascar, els britànics van haver de retirar forces d'altres llocs més importants.

### Indoxina
Després de la caiguda de França (1940), les autoritats colonials d'Indoxina es van quedar aïllades de l'exterior; a més, després de la invasió japonesa de setembre de 1940, dita també Expedició del Vietnam, França va haver permetre la instal·lació de bases japoneses a la Indoxina. Llavors, a Tailàndia, el primer ministre general Plaek Pibulsonggram va considerar arribada l'ocasió d'apoderar-se d'Indoxina, confiant que els francesos no serien capaços de resistir; l'atac tailandès contra Indoxina va començar l'octubre de 1940 cosa que va dur a la Guerra Franco-Tailandesa.
El març de 1945, mitjançant un cop d'estat, els japonesos van aconseguir prendre el control del Vietnam i establir-hi un règim titella.

### La Somàlia Francesa
Ja des de l'inici de l'ocupació d'Etiòpia per les forces de Mussolini, el 1936 hi havia hagut continus conflictes i escaramusses a la frontera entre la Somàlia francesa i l'Àfrica Oriental Italiana. El 1940, les autoritats de la Somàlia francesa es declararen lleials a Vichy, però després miraren de mantenir-se al marge de la Campanya de l'Àfrica Oriental. Ara bé, el desembre de 1942, després de la derrota dels italians, la colònia francesa es va trobar encerclada pel bloqueig britànic, la qual cosa va permetre als Aliats i a les forces de la França Lliure entrar a la capital de la Somàlia francesa cap a la fi de 1942. Un batalló local de Djibouti va participar en l'alliberament de França el 1944.

### L'Àfrica del Nord

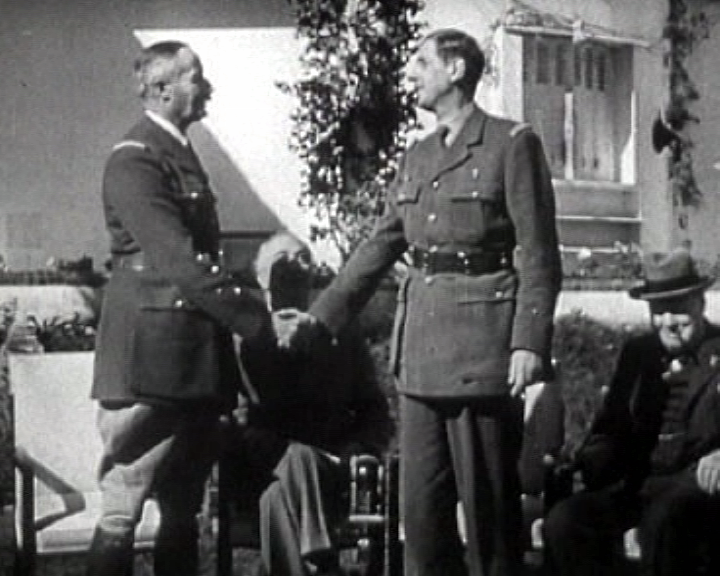
Henri Giraud i de Gaulle durant la reunió de Casablanca el gener de 1943.

La campanya dels Aliats al Nord d'Àfrica va començar el 8 de novembre de 1942 amb els desembarcaments del Marroc i d'Algèria. Aquesta invasió, dita Operació Torxa, es va dur a terme perquè la Unió Soviètica estava pressionant els Estats Units i el Regne Unit per iniciar una operació a Europa i obrir un segon front que obligués el Tercer Reich a afluixar la seva pressió contra l'Exèrcit Roig. Els americans, proposaren un desembarcament a l'Europa ocupada, però els britànics consideraren que tal operació acabaria necessàriament en un desastre; per això, van proposar atacar les colònies franceses del Nord d'Àfrica, amb la qual cosa, les Potències de l'Eix serien expulsades del Nord d'Àfrica, es milloraria el control naval de la Mediterrània i quedaria obert el camí cap a la invasió de l'Europa meridional per a 1943. Roosevelt sospitava que l'operació del Nord d'Àfrica obligaria a deixar de banda la idea d'ocupar Europa el 1943, però, malgrat tot, va decidir donar suport al pla de Churchill.
Les forces del XIX Exèrcit de Vichy dirigides per l'almirall François Darlan, desembarcades a Alger el 7 de novembre de 1942, foren neutralitzades en només quinze hores per una força de la resistència francesa formada per quatre-cents homes. Arran de l'èxit d'aquesta operació, totes les autoritats franceses del Nord d'Àfrica, lleials a Vichy fins a 1942, acabaren passant-se als Aliats.
Després del cop d'estat dut a terme el 8 de novembre de 1942 per la Resistència francesa al Nord d'Africa, foren arrestats molts antics alts càrrecs de Vichy, entre els quals el general Alphonse Juin, comandant en cap del Nord d'Àfrica, i l'almirall Darlan. Tanmateix, Darlan fou alliberat i el general Dwight D. Eisenhower va acabar acceptant el seu autonomenament com a alt comissari del Nord d'Àfrica i de l'Africa Occidental Francesa, fet que va indignar de Gaulle, que va negar-se a reconèixer l'autoritat de Darlan, el qual, malgrat haver-se passat als Aliats, va mantenir el sistema dictatorial imposat per Vichy, amb els camps de concentració del sud d'Algèria, on s'obligava els reclusos a treballar al ferrocarril transaharià, així com la legislació racista contra els jueus, per això va continuar la política d'arianització, és a dir, d'espoli dels patrimonis dels jueus, com també hi havia un Servei d'Afers Jueus sota la direcció de Pierre Gazagne i, fins i tot, a molts nens jueus se'ls prohibia anar a escola, cosa que no s'havia arribat a fer mai a la França europea.
El general Henri Giraud, que, en el moment de la seva arribada a Alger el 10 de novembre, havia acceptat subordinar-se a Darlan, es convertí en el seu successor de fet quan aquest fou assassinat el 24 de desembre de 1942, cosa que de Gaulle va acabar acceptant. Finalment, els americans van enviar Jean Monnet per aconsellar Giraud i per pressionar-lo que abolís la legislació de Vichy i alliberés els reclusos dels camps de concentració, cosa que Giraud va acceptar després de llargues negociacions. Immediatament, el general Charles de Gaulle va restablir el Decret de Cremieux, que concedia la ciutadania francesa als jueus d'Algèria, i que Vichy havia abolit.
Giraud i de Gaulle van participar conjuntament a la Reunió de Casablanca (gener 1943) amb Roosevelt i Churchill. Els Aliats van discutir-hi l'estratègia general de la guerra i van reconèixer el liderat conjunt al Nord d'Àfrica de Giraud i de Gaulle, esdevinguts copresidents del Comitè Francès d'Alliberament Nacional, que unificà les Forces Franceses Lliures i dels territoris sota el seu control. La democràcia fou restablerta a l'Algèria francesa i els jueus i els comunistes van ser alliberats dels camps de concentració.
A la fi d'abril de 1945, Pierre Gazagne, secretari del govern general encapçalat per Yves Chataigneau, va aprofitar-se de la seva absència per enviar a l'exili el dirigent anticolonialista Messali Hadj i detenir els dirigents del seu partit (Partit Popular d'Algèria). El dia de l'alliberament de França, el Govern Provisional de la República Francesa va reprimir durament una revolta a Algèria, que va dur a la Matança de Setif (8 de maig de 1945), considerada per alguns historiadors com l'inici real de la Guerra d'Algèria.

## La invasió alemanya, novembre de 1942
Després que Darlan hagués signat l'armistici amb els aliats que deixava el Nord d'Àfrica a la seva disposició, el 10 de novembre de 1942, violant l'armistici de 1940, el Tercer Reich va ocupar l'antiga zona lliure, cosa que va dur a la destrucció de la flota francesa a Toló.
Davant la invasió alemanya, el govern de Vichy va limitar la seva resistència a emetre declaracions radiofòniques denunciant-hi la violació de l'armistici de 1940. Les forces de Vichy, uns 50.000 homes, van prendre posicions defensives al voltant de Toló, però quan els alemanys els demanaren que es dissolguessin, no van tenir capacitat de resistir a les potències de l'Eix.
A partir de l'ocupació de 1942, el govern de Vichy, que va continuar existint, fou vist com un simple titella dels alemanys.
El 1943, el Service d'ordre légionnaire (SOL) la milícia col·laboracionista, dirigida per Joseph Darnand, esdevingué un organisme independent i es transformà en la Milice française. Oficialment dirigida per Pierre Laval, el detentor del poder real a Vichy, el cap efectiu de la Milice era Darnand, que tenia rang dins les SS i havia prestat jurament a Hitler. Sota Darnand i els seus homes, entre els quals, Paul Touvier i Jacques de Bernonville, la Milice prestà una valuosa ajuda als alemanys en la repressió i persecució de la Resistència francesa i del Maquis. A més, la Milice va col·laborar amb el cap de la Gestapo Klaus Barbie en l'enviament de resistents i de jueus cap al camp de concentració de Drancy, com a etapa del destí final a Auschwitz, i d'altres camps de concentració com ara Dachau o Buchenwald.

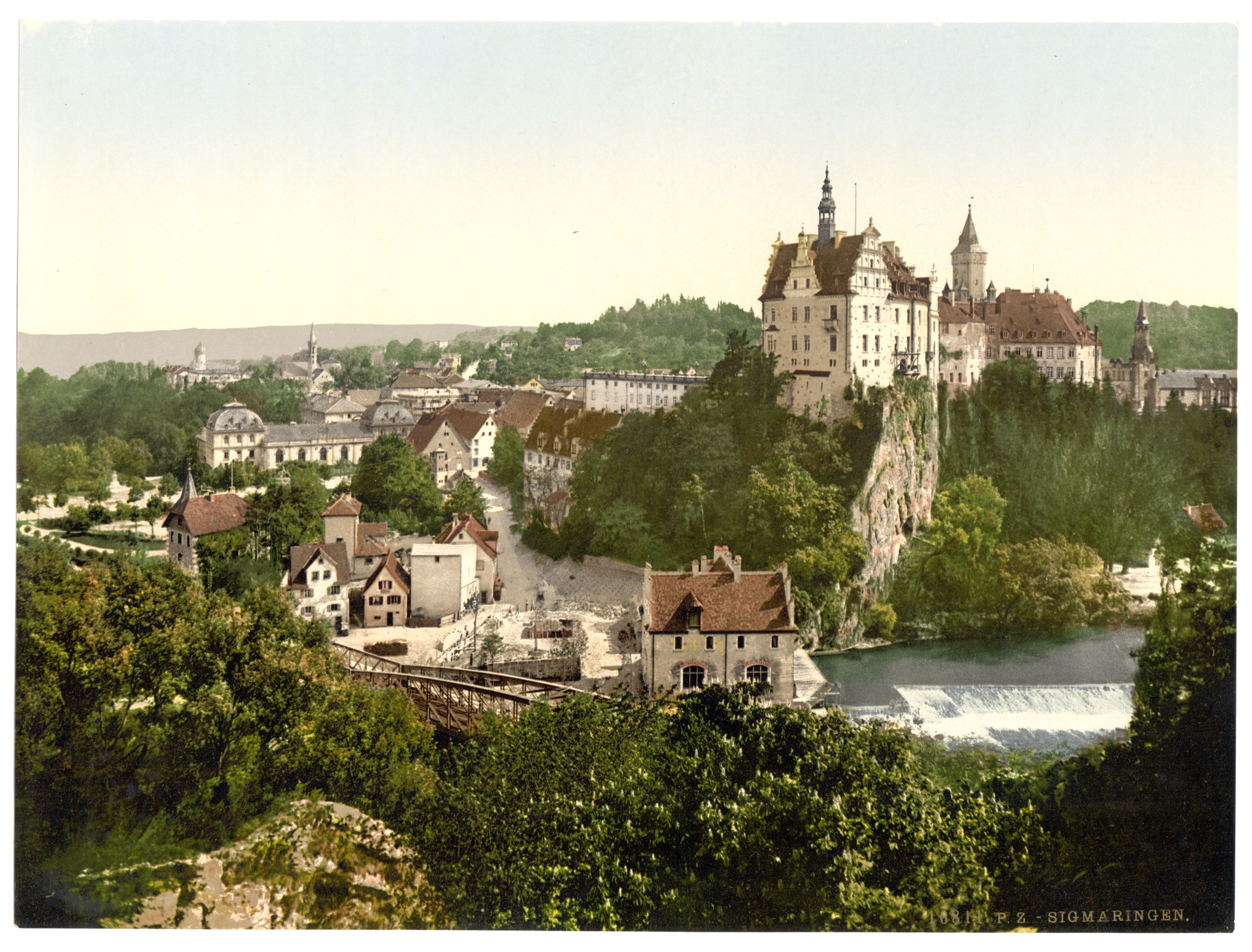
El govern de Sigmaringen estava establert a l'antic castell de la ciutat.

## L'alliberament de França

### Sigmaringen
Després de l'entrada dels aliats a França, el 7 de setembre de 1944, Pétain i els seus ministres foren duts pels alemanys a Alemanya on formaren un govern a l'exili establert a Sigmaringen que existí fins al 22 d'abril de 1945.
El govern de Sigmaringen tenia la seva emissora (Radio-patrie), premsa (La France, Le Petit Parisien) i acollia ambaixades de les potències de l'Eix: Alemanya, Itàlia i Japó. A Sigmaringen hi va arribar a haver-hi uns 6.000 francesos, entre els quals notables escriptors col·laboracionistes com ara Louis-Ferdinand Céline o Lucien Rebatet, actors (Le Vigan) i les seves famílies, a més de 500 soldats i 700 SS francesos.

### La depuració legal
Després de l'alliberament, durant un breu període, a França va haver-hi execucions sumàries sense judici de col·laboracionistes; per altra banda, aquelles dones sospitoses d'haver tingut relacions sentimentals amb nazis o d'haver estat prostitutes nazis foren humiliades públicament pelant-les al zero. També es va perseguir aquells que s'havien dedicat al mercat negre de productes alimentaris. Aquest fet fou durament criticat; alguns antics pétainistes van donar una xifra de 100.000 execucions i denunciaren el Terror Roig, l'anarquia o la venjança cega. El 1960, el periodista Robert Aron va calcular el nombre d'execucions populars en unes 40.000, la qual cosa va sorprendre de Gaulle qui considerava que n'hi havia hagut unes 10.000, i aquesta és la xifra que, ara per ara, accepten els historiadors; a més d'aquest total, 9.000 execucions tingueren lloc durant la batalla.
Aviat el Govern Provisional de la República Francesa va restablir l'ordre i començaren els processos judicials contra els col·laboracionistes; tanmateix, molts dels condemnats per col·laboracionisme foren amnistiats durant la Quarta República Francesa i, a més, es donà el cas d'alguns antics funcionaris de Vichy com ara Maurice Papon, que arribà a ser ministre amb Valéry Giscard d'Estaing; a més de la seva actuació a Vichy, la policia francesa va dur a terme la Massacre de París de 1961 actuant sota les ordres de Papon.
Philippe Pétain va ser acusat de traïció el juliol de 1945 i condemnat a mort per afusellament, però Charles de Gaulle li va commutar la sentència per cadena perpètua. El cantant Tino Rossi fou reclòs a la presó de Fresnes, on, segons el diari Combat els guàrdies de la presó li demanaven autògrafs. Pierre Benoit o Arletty també foren detinguts, molts dels col·laboracionistes detinguts van ser duts al Velòdrom d'Hivern de París, a Fresnes o al camp de concentració de Drancy. En nombres absoluts, va haver-hi menys execucions legals a França que, en un petit país com a Bèlgica i menys empresonaments que a Noruega i els Països Baixos.
Els membres de la Division Charlemagne foren considerats traïdors; alguns dels oficials principals foren executats mentre que els soldats de tropa van ser condemnats a presó; a alguns se'ls va donar l'opció de redimir-se servint a la Guerra d'Indoxina (1946-1954) amb la Légion étrangère.

### Els judicis dels anys vuitanta
Molts dels criminals de guerra van ser jutjats només durant els anys vuitanta: Paul Touvier, Klaus Barbie, Maurice Papon, René Bousquet, Jean Leguay. Els caçadors de nazis Serge i Beate Klarsfeld van passar-se dècades intentant dur-los a judici. Un gran nombre de col·laboracionistes van unir-se a l'Organisation de l'Armée Secrète durant la Guerra d'Algèria (1954-1962).
Jacques de Bernonville va fugir al Quebec, i després al Brasil. Jacques Ploncard d'Assac esdevingué conseller de Salazar a Portugal.
El 1993, René Bousquet fou assassinat a París mentre estava a l'espera de judici després d'una demanda de 1989 per crims contra la humanitat. Després de la guerra se l'havia jutjat, però el 1949 havia quedat absolt. Paul Touvier (1915-1996) fou condemnat per crims contra la humanitat el 1994. Maurice Papon va ser condemnat el 1998.

## Persones relacionades amb el règim de Vichy

### Membres del Govern
- Philippe Pétain, cap de l'Estat Francès (Vichy)
- Pierre Laval, primer ministre de l'Estat Francès
- René Bousquet, cap de la policia francesa
- Jean Leguay, delegat de Bousquet a la "zona lliure", acusat de crims de contra la humanitat per la seva participació el 1942 en la Batuda del Velòdrom d'Hivern
- Louis Darquier de Pellepoix, comissari General d'Afers Jueus
- Philippe Henriot, secretari d'Estat d'Informació i Propaganda de Vichy
- Maurice Papon, cap del Servei d'Afers Jueus a la prefectura de Bordeus (condemnat per crims contra la humanitat el 1998)
- Simon Sabiani, cap a Marsella del PPF de Jacques Doriot
- Paul Touvier, condemnat el 1995 per crims contra la humanitat per la seva actuació com a cap de la Milice Française a Lió
- Xavier Vallat, comissari General d'Afers Jueus
- Marcel Déat, fundador del Rassemblement national populaire (RNP) el 1941. Va entrar al govern als darrers temps de l'Ocupació

### Distingits pétainistes o col·laboracionistes
- Marcel Bucard, fundador del moviment d'extrema dreta Mouvement franciste i de la Légion des volontaires français contre le bolchévisme (LVF)
- Eugène Deloncle, cofundador el 1935 de La Cagoule grup terrorista d'extrema dreta i després del moviment feixista Mouvement social révolutionnaire el 1940
- Jacques Doriot, fundador del Parti Populaire Français (PPF) i membre de la LVF
- Étienne Leandri, va dur l'uniforme de la Gestapo durant la guerra (va participar en la creació del Service d'Action Civique (SAC) gaullista durant els anys seixanta)
- Robert Brasillach, escriptor, executat després de la guerra per col·laboracionista
- Louis-Ferdinand Céline, escriptor
- Pierre Drieu La Rochelle, escriptor
- Lucien Rebatet, escriptor
- Charles Maurras, escriptor i fundador del moviment monàrquic L'Action française
- Pierre Taittinger, president del consell municipal de París Paris (1943-1944)
- Henri Lafont
- Pierre Bonny (dit també Pierre Bony)